# Атакуева, Хафисат Исмаиловна
Хафисат Исмаиловна Атакуева (1916, Нижний Чегем, Терская область — 1987) — советский политический деятель, депутат Верховного Совета СССР 1-го созыва (1941—1946).

## Биография
- 1935 — начала работать учительницей.
- 1944 — депортирована вместе с балкарским народом в Среднюю Азию

### Политическая деятельность
Была избрана депутатом Верховного Совета СССР 1-го созыва от Кабардино-Балкарской АССР в Совет Союза/Национальностей в результате выборов 9 марта 1941 года.

## Награды
Награждена медалями «За оборону Кавказа» и «За трудовую доблесть».

## Память
На ул. Ленина, в г. Нальчике, КБР установлена мемориальная доска.